# Hållnäs kyrka
Hållnäs kyrka är en kyrkobyggnad som tillhör Hållnäs-Österlövsta församling i Uppsala stift. Kyrkan som ligger i kyrkbyn Edvalla har varit sockenkyrka i Hållnäs socken. Bland omgivande bebyggelse finns en prästgård, en affär, ett före detta kommunalhus samt en skola.

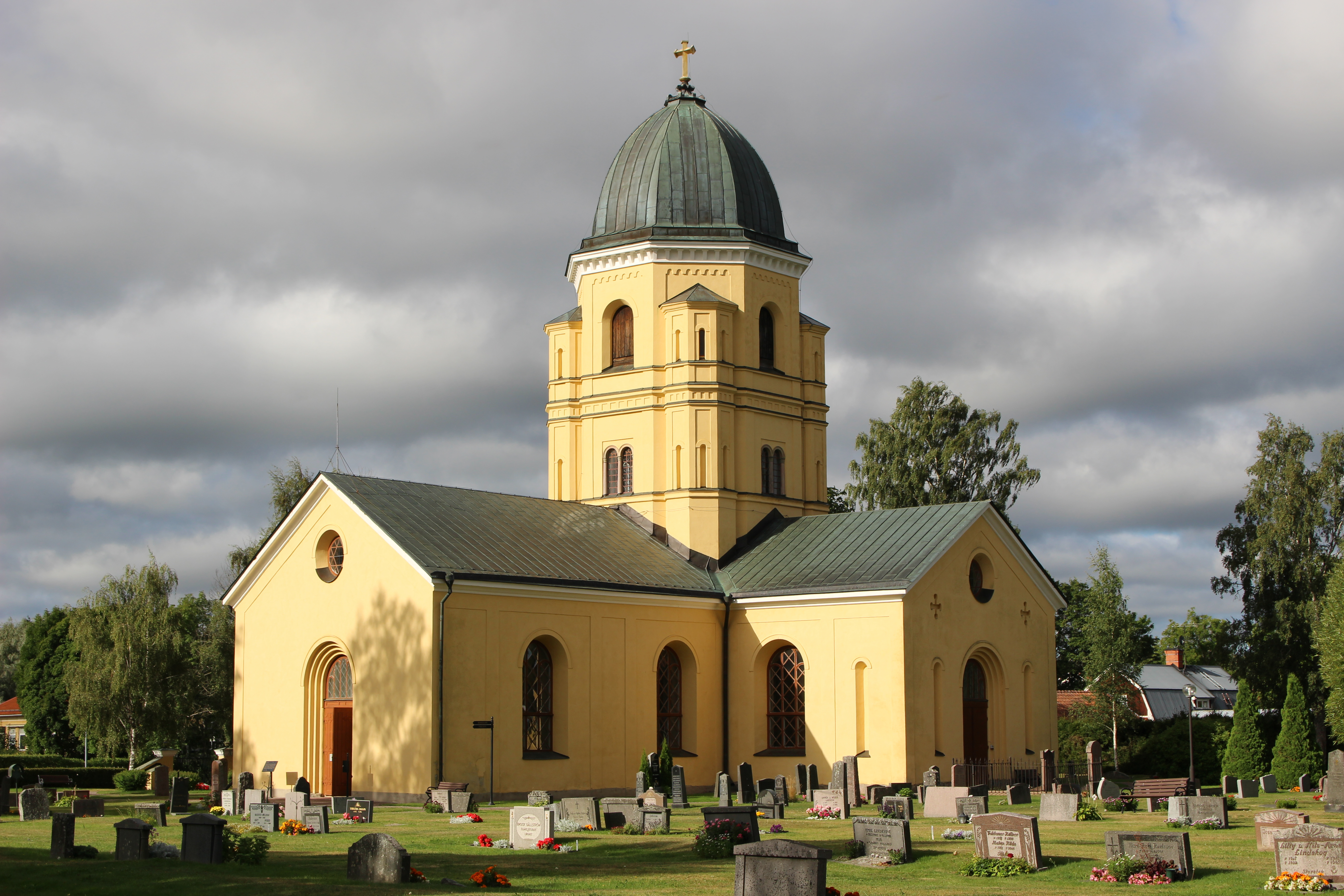
Hållnäs kyrka.

## Kyrkobyggnaden
Nuvarande kyrka i nybarockstil är en korskyrka av sten byggd på 1850-talet. Ytterväggarna är gulputsade och genombryts av rundbågiga fönster. Över korsmitten vilar ett kyrktorn som kröns med en kupol. Kyrkan är orienterad med koret åt väster. I en tresidig utbyggnad väster om koret är sakristian inrymd. I kyrkorummets mitt finns en kupol där ljus släpps in från fyra tornfönster. Ingångar till kyrkorummet finns i norra, södra samt östra korsarmen.

### Tillkomst och ombyggnader
Sannolikt har en kyrka funnits i Hållnäs ända sedan 1200-talet. Olika bevarade inventarier talar för detta, däribland en dopfunt från mitten av 1200-talet. Ursprungliga kyrkan kan ha varit en träkyrka som revs när en gråstenskyrka färdigställdes på 1300-talet eller 1400-talet. Omkring år 1500 försågs kyrkorummet med takvalv av tegel. En teckning av Johan Hadorph från 1683 visar en typisk Upplandskyrka bestående av rektangulärt långhus med sakristia i nordost och vapenhus i sydväst. Åren 1724-1921 hade familjen de Geer på Lövstabruk patronatsrätt över Hållnäs kyrka vilket innefattade byggnads- och underhållsskyldighet. Åren 1851-1854 byggdes kyrkan ut och fick en latinsk korsplan med ett dominerande centraltorn. Medeltidskyrkans östra del bevarades och är nu en del av den östra korsarmen. Övriga kyrkan uppfördes från grunden. Gamla läktaren placerades i östra korsarmen som var gamla kyrkans kor. På läktaren placerades en orgel. En ny ingång tog upp i öster. Ombyggnaden bekostades av familjen de Geer. Vid en restaurering 1950 framtogs kalkmålningarna från början av 1500-talet och tidigare undangömda medeltida inventarier fick åter plats i medeltidskyrkan. Orgelläktaren i öster revs och orgeln flyttades till norra korsarmen. Orsaken till att läktaren togs bort var att den annars skulle skymma de framtagna kalkmålningarna. 1999 renoverades fönstren och ytterväggarna målades om.

## Inventarier
- I koret står dopfunten av gotländsk kalksten från mitten av 1200-talet. Funten är av Ala-typ och har arkadornering på cuppan.
- Flera medeltida skulpturer är uppsatta på väggarna i östra korsarmen. På östra väggen hänger en kristusskulptur från ett triumfkrucifix från 1400-talet. Själva korset sågades sönder vid ombyggnaden på 1850-talet. Flera av skulpturerna från ett gammalt altarskåp finns uppsatta på väggarna. Där finns en Marie kröningsgrupp tillsammans med Sankt Olof och Sankt Erik.
- En skulptur föreställande Jungfru Maria med barnet är från 1300-talet.
- Predikstol och altaruppsats i barockstil skänktes till kyrkan 1741 av Charles de Geer. De tillverkades av bildsnidaren Olof Gerdman och snickaren Erik Pihlström.
- I kyrkan finns ljuskronor och ljusarmar som härstammar från 1600-talet och 1700-talet.
- En grön mässhake är från 1600-talet. Två svarta mässhakar är från 1700-talet och 1800-talet. En vit mässhake och ett vitt altarbrun skänktes till kyrkan 1950.
- I tornet hänger två klockor. Storklockan göts 1667 i Stockholm och lillklockan göts 1505.

### Orgel
- 1560 byggdes ett positiv i kyrkan. Orgeln togs ur bruk 1710.[1]
- Orgeln skänktes till kyrkan 1864 och tillverkades mellan åren 1864-1865 av Per Larsson Åkerman, Stockholm som är en mekanisk orgel. Den har slejflådor och ett tonomfång på 54/27. Orgeln flyttades 1950 till sin nuvarande plats på norra sidoskeppet samtidigt som ett ursprungligt crescendoskåp borttogs. O

| Manual        | Pedal      | Koppel  |
| Borduna 16´   | Subbas 16´ | Man/Ped |
| Principal 8´  | Oktava 8´  | Man 4'  |
| Salicional 8´ | Basun 16´  |         |
| Rörflöjt 8'   |            |         |
| Oktava 4'     |            |         |
| Flöjt 4'      |            |         |
| Cornett IV    |            |         |
| Trumpet 8'    |            |         |

## Bilder

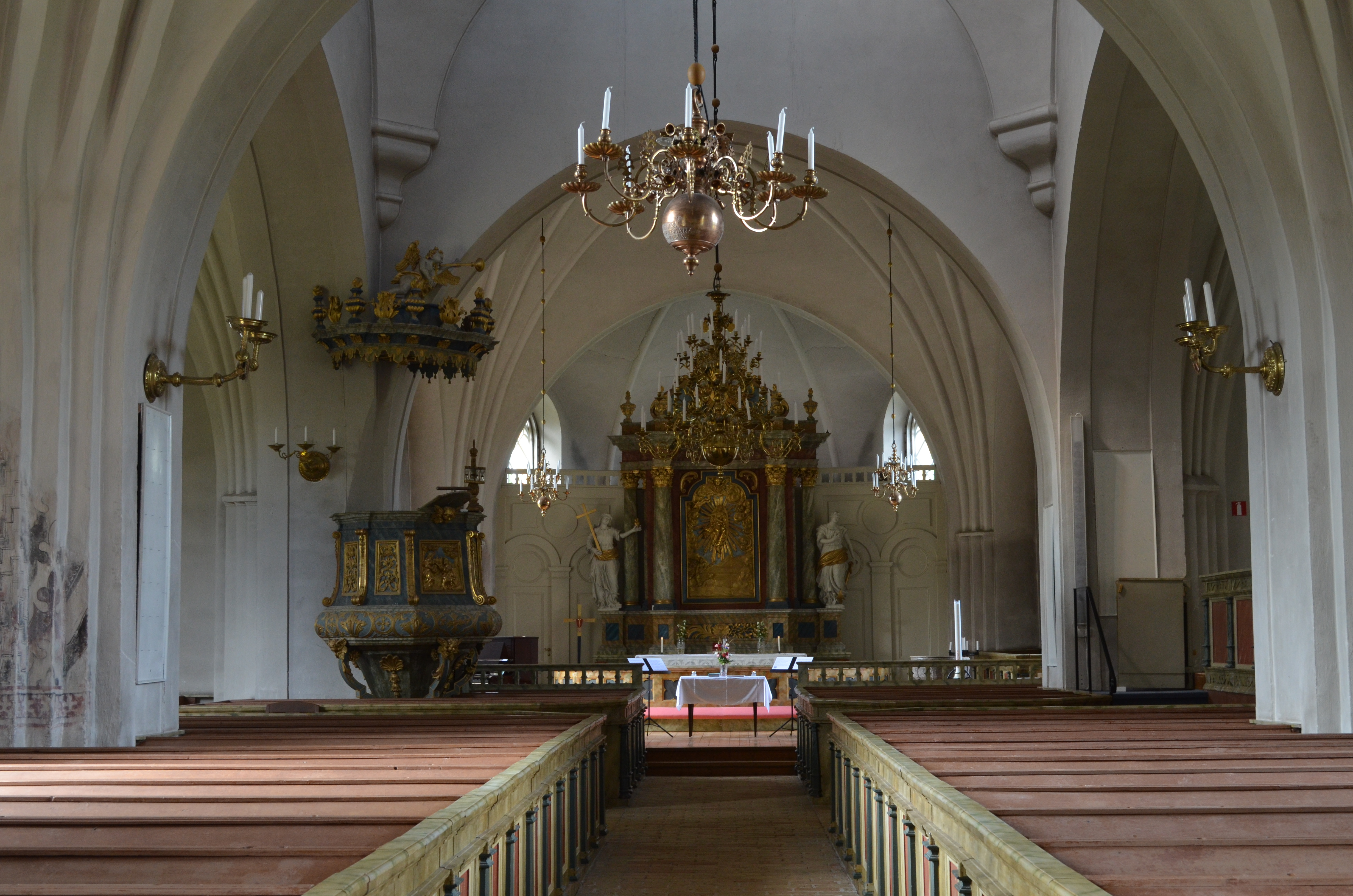
Hållnäs kyrkas kyksal
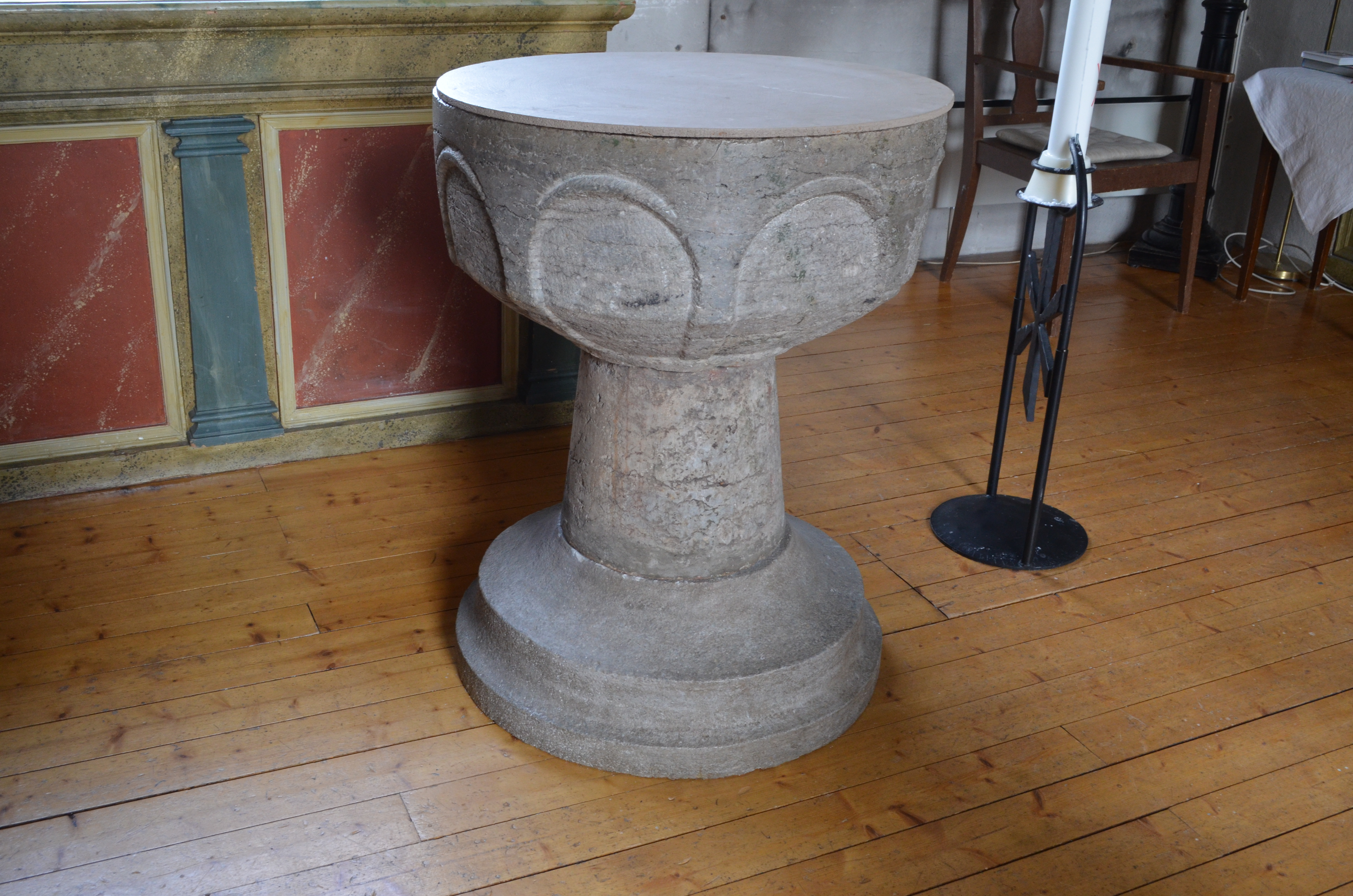
Hållnäs kyrkas dopfunt
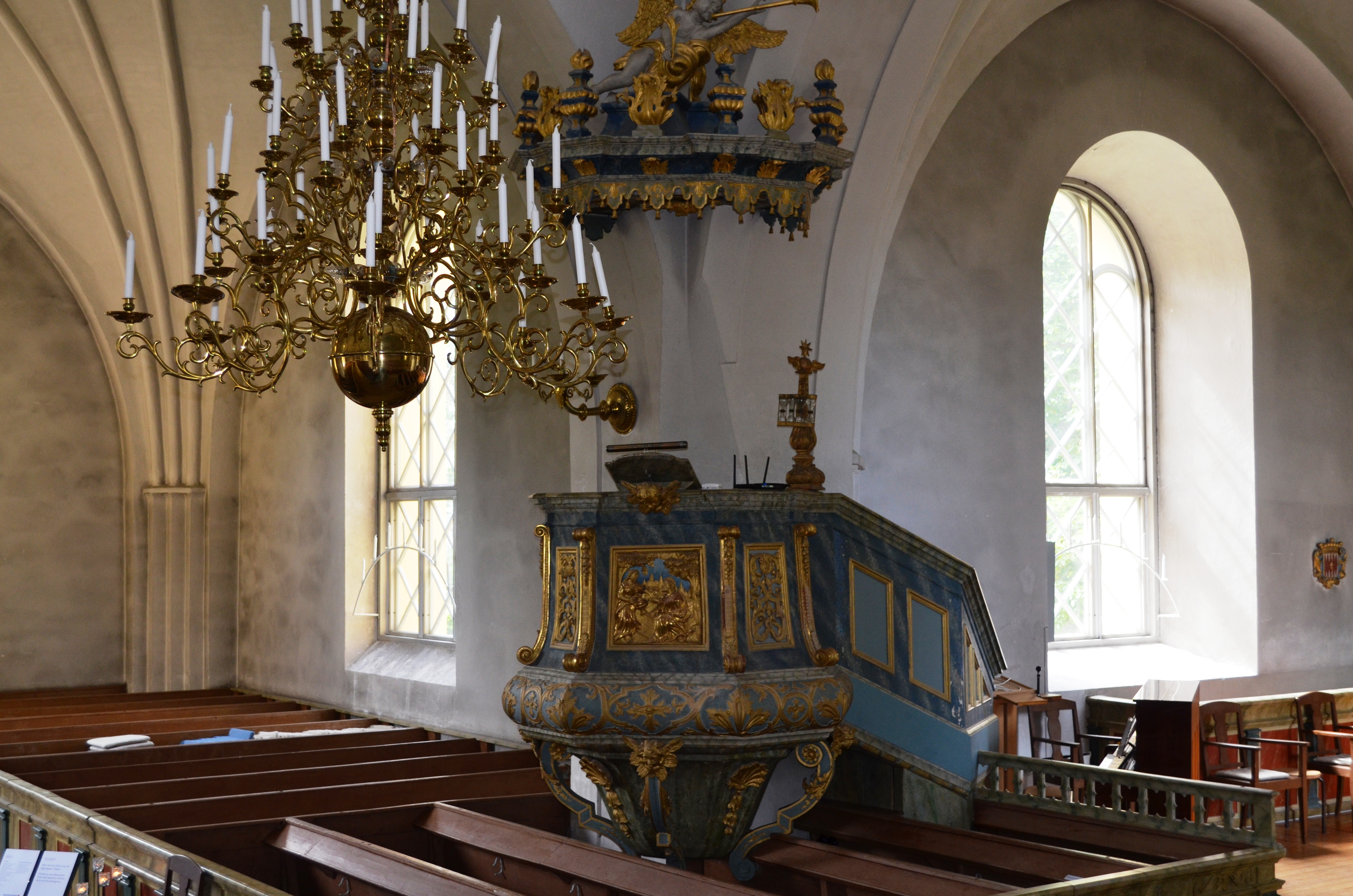
Hållnäs kyrkas predikstol
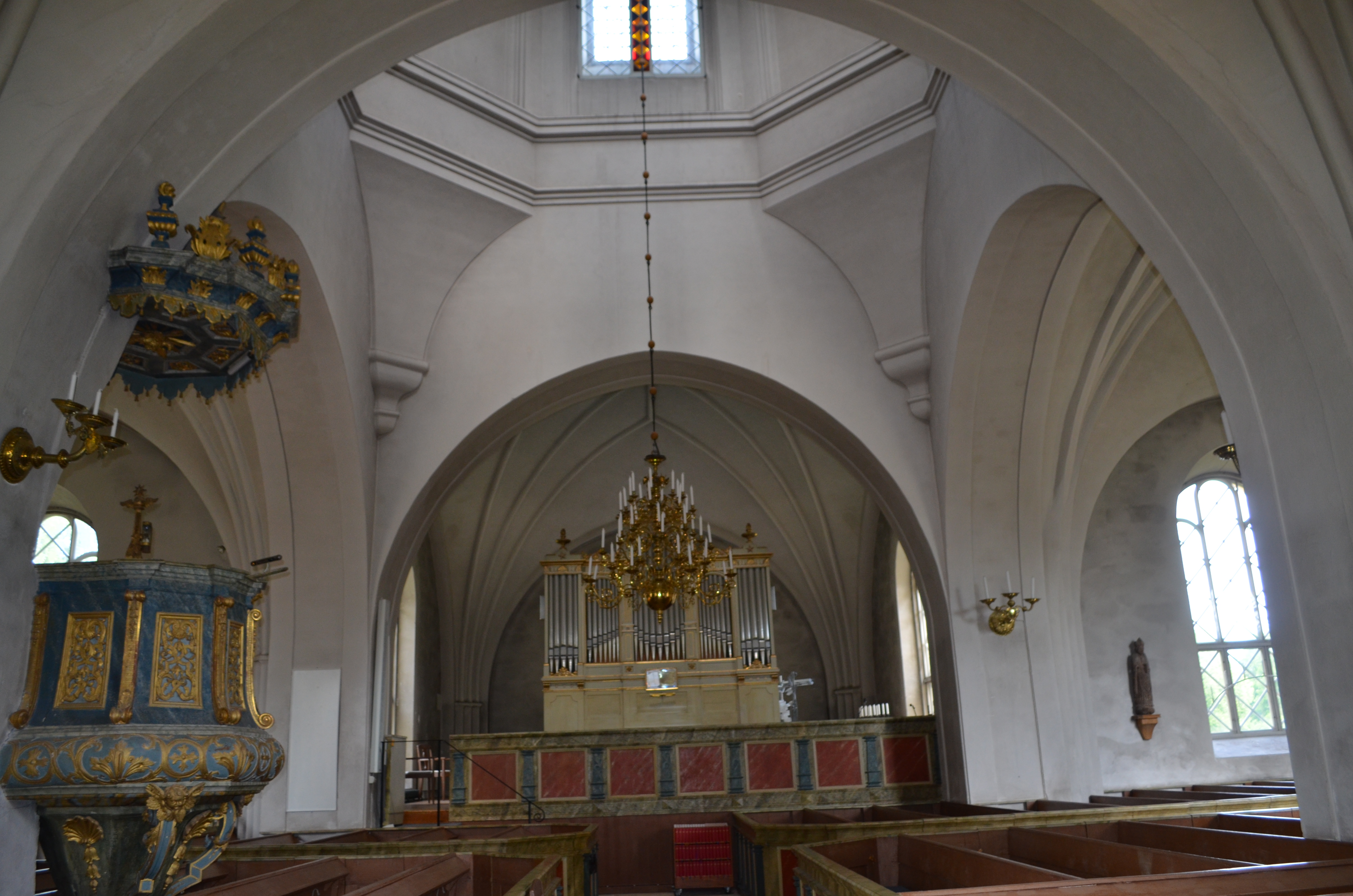
Hållnäs kyrkas kykorgel
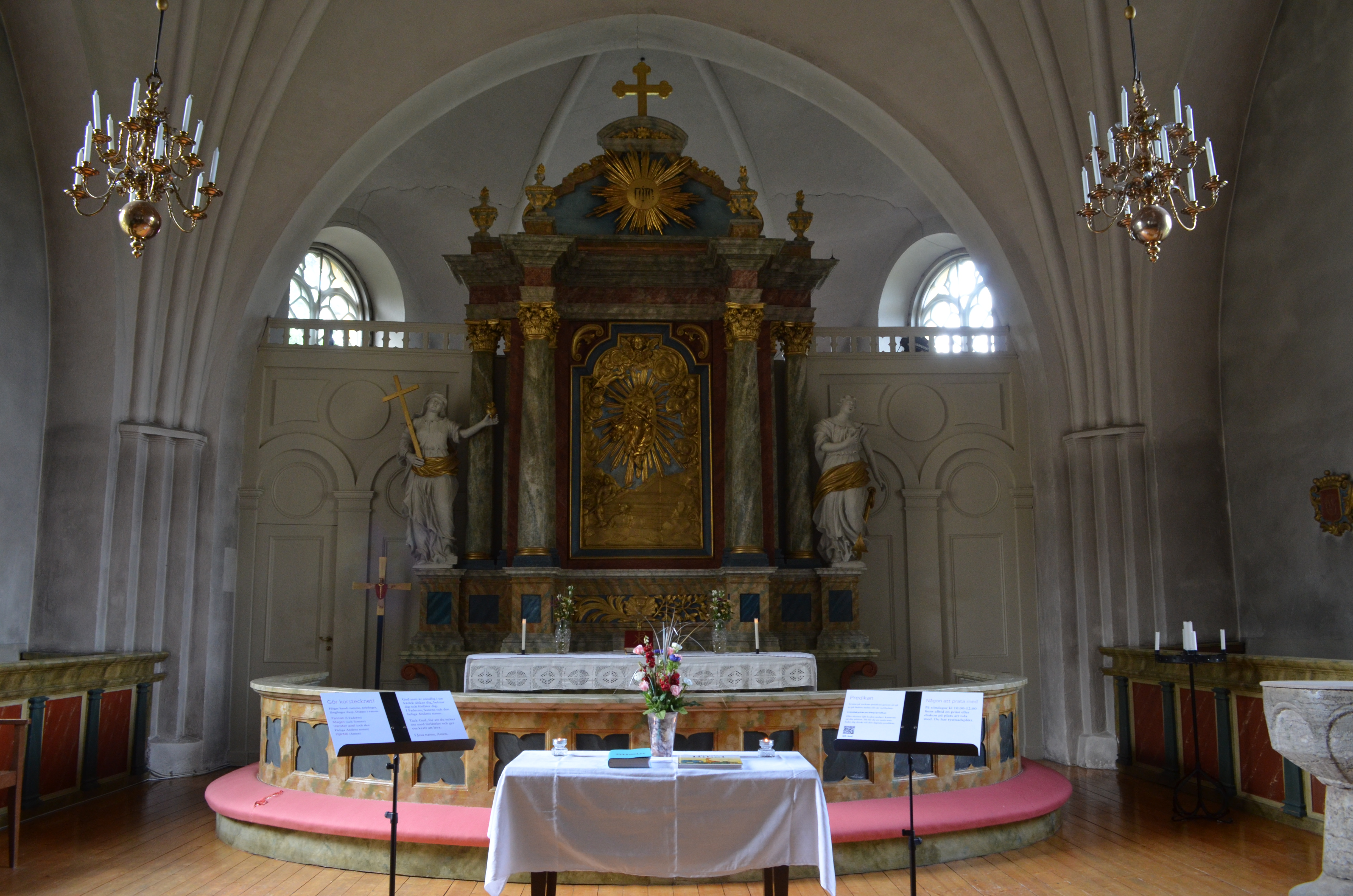
Hållnäs kyrkas altare

## Omgivande kyrkor
- Åt söder: Forsmarks kyrka, Lövstabruks kyrka, Österlövsta kyrka
- Åt öster: Karlholms kyrka, Västlands kyrka, Älvkarleby kyrka

### Webbkällor
- Upplandia.se - En sajt om Uppland
- ”Hällnäs kyrka”. Svenska kyrkan. Arkiverad från originalet den 18 april 2013. https://archive.is/20130418174817/http://www.svenskakyrkan.se/default.aspx?id=659499. Läst 28 mars 2012.